# USS LST-123
O USS LST-123 foi um navio de guerra norte-americano da classe LST que operou durante a Segunda Guerra Mundial.